# Vila Cova à Coelheira (Vila Nova de Paiva)
Vila Cova à Coelheira is een plaats (freguesia) in de Portugese gemeente Vila Nova de Paiva en telt 1317 inwoners (2001).